# Tamonea boxiana
Tamonea boxiana là một loài thực vật có hoa trong họ Cỏ roi ngựa. Loài này được (Moldenke) R.A.Howard miêu tả khoa học đầu tiên năm 1988.